# Schloss Bad Homburg

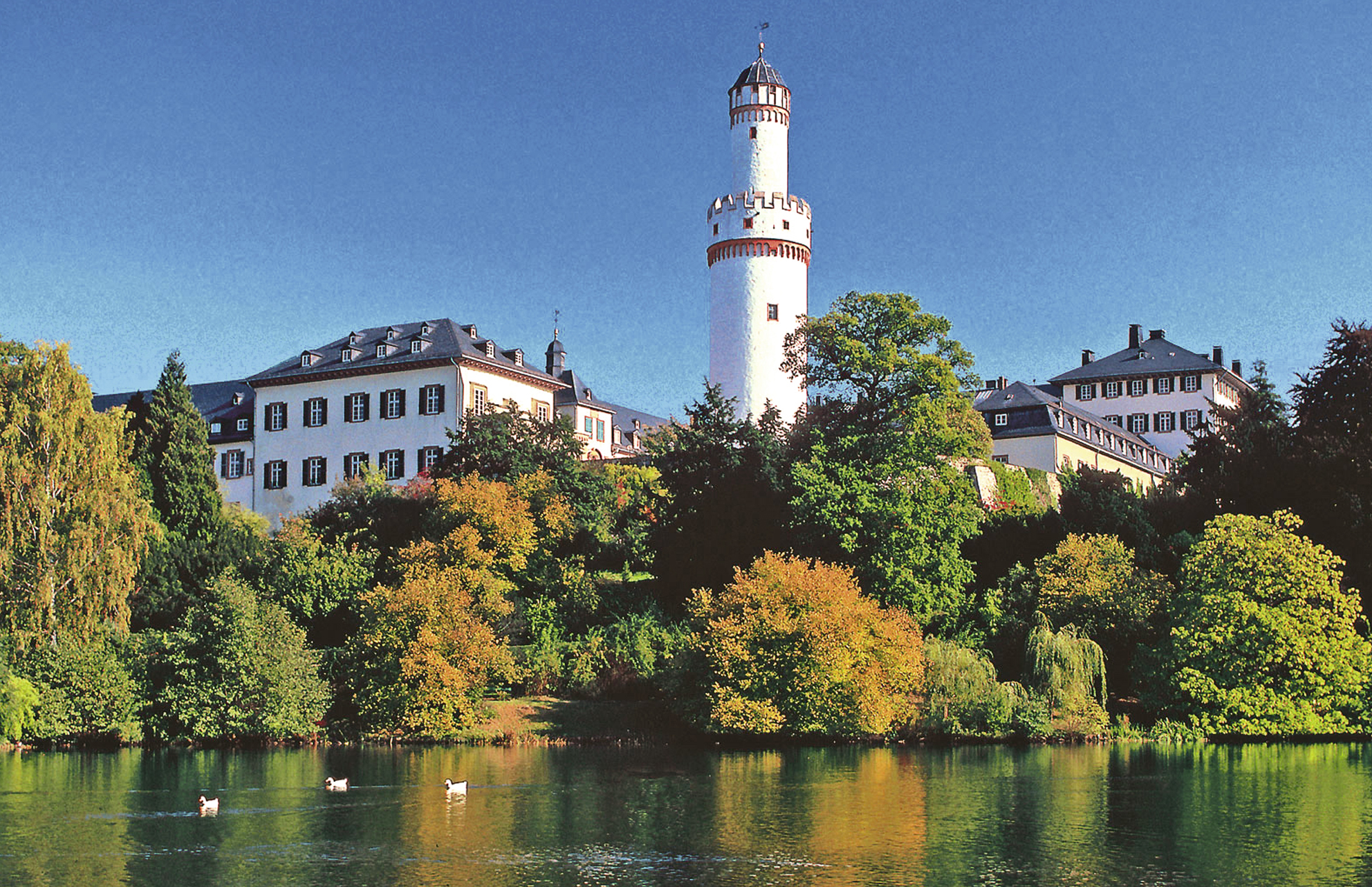
Das Schloss Bad Homburg mit dem Weißen Turm (2002)

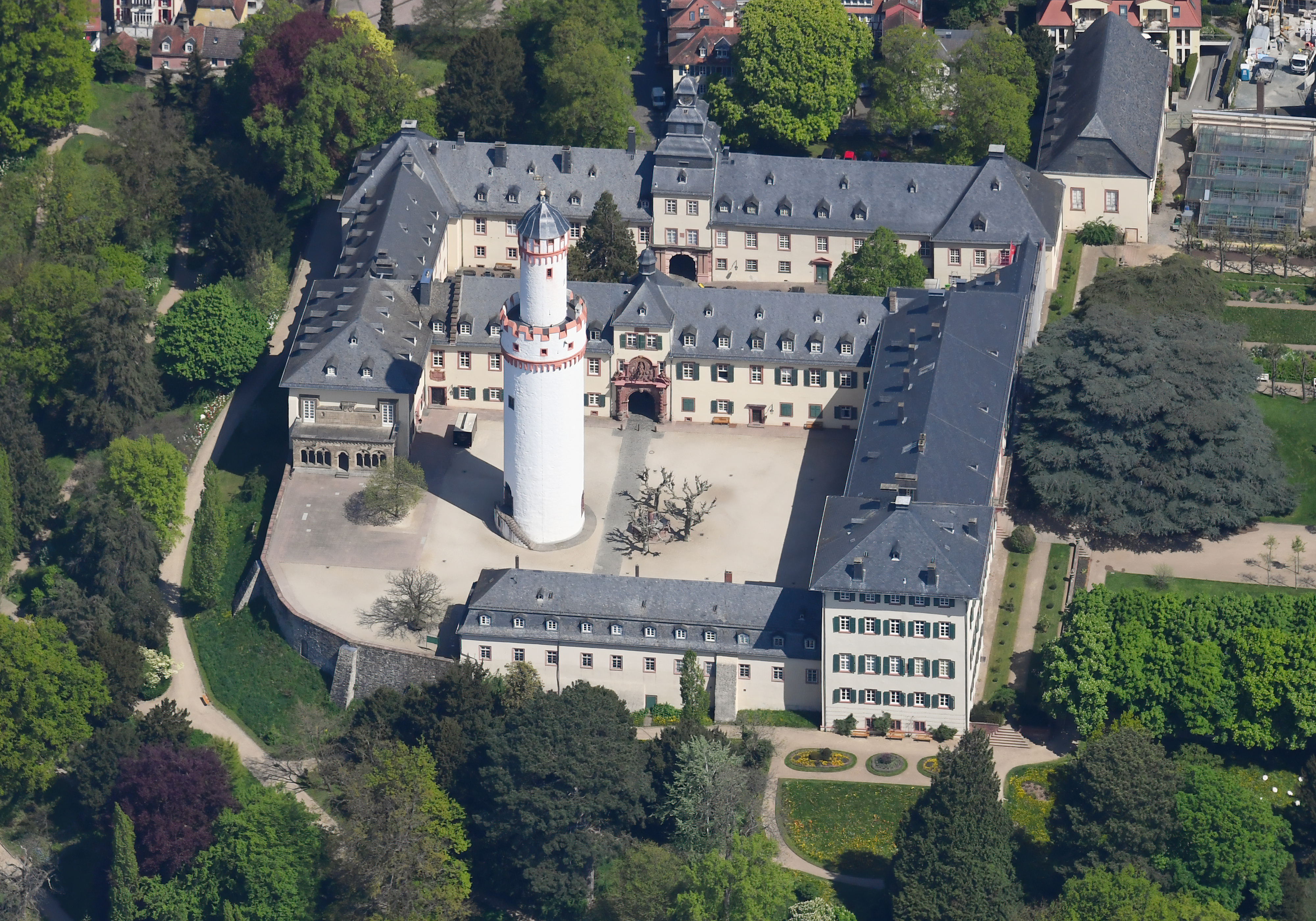
Das Schloss Bad Homburg von Süden aus der Luft gesehen

Das Schloss Homburg in Bad Homburg vor der Höhe war ab 1622 die Residenz der Landgrafen von Hessen-Homburg und nach 1866 Sommerresidenz der preußischen Könige und deutschen Kaiser. Das Schloss ist heute der Hauptsitz der Verwaltung der Staatlichen Schlösser und Gärten Hessen und ist als Museumsschloss für die Öffentlichkeit zugänglich.
Das historische Gebäude dient außerdem als Spielstätte der Bad Homburger Schlosskonzerte.

## Architektur
Das Schloss hat die Gestalt eines Rechtecks – mit einer runden Ecke zum Schlosspark – bei einer Seitenlänge von 120 Metern (von Ost nach West) und 100 Metern (von Süd nach Nord). Der Gesamtbau ist seit der Zeit des Barock in zwei Innenhöfe unterteilt: den unteren (begrenzt durch die Schlosskirche, den Uhrturm-, Hirschgang-, den Englischen Flügel und den überdachten ehemaligen Durchgang zur lutherischen Schlosskirche) und den oberen Hof (begrenzt durch Archiv-, Königs-, Hirschgang- und Bibliotheksflügel). Der obere Hof ist als nach Westen offene Terrasse angelegt und ermöglicht damit den Ausblick auf Taunus und Schlosspark. Er wird vom Weißen Turm, einem freistehenden Bergfried überragt, der im dritten Viertel des 14. Jahrhunderts erbaut wurde und heute das Wahrzeichen Bad Homburgs ist. Seine Gesamthöhe beträgt 48,11 m.

## Geschichte

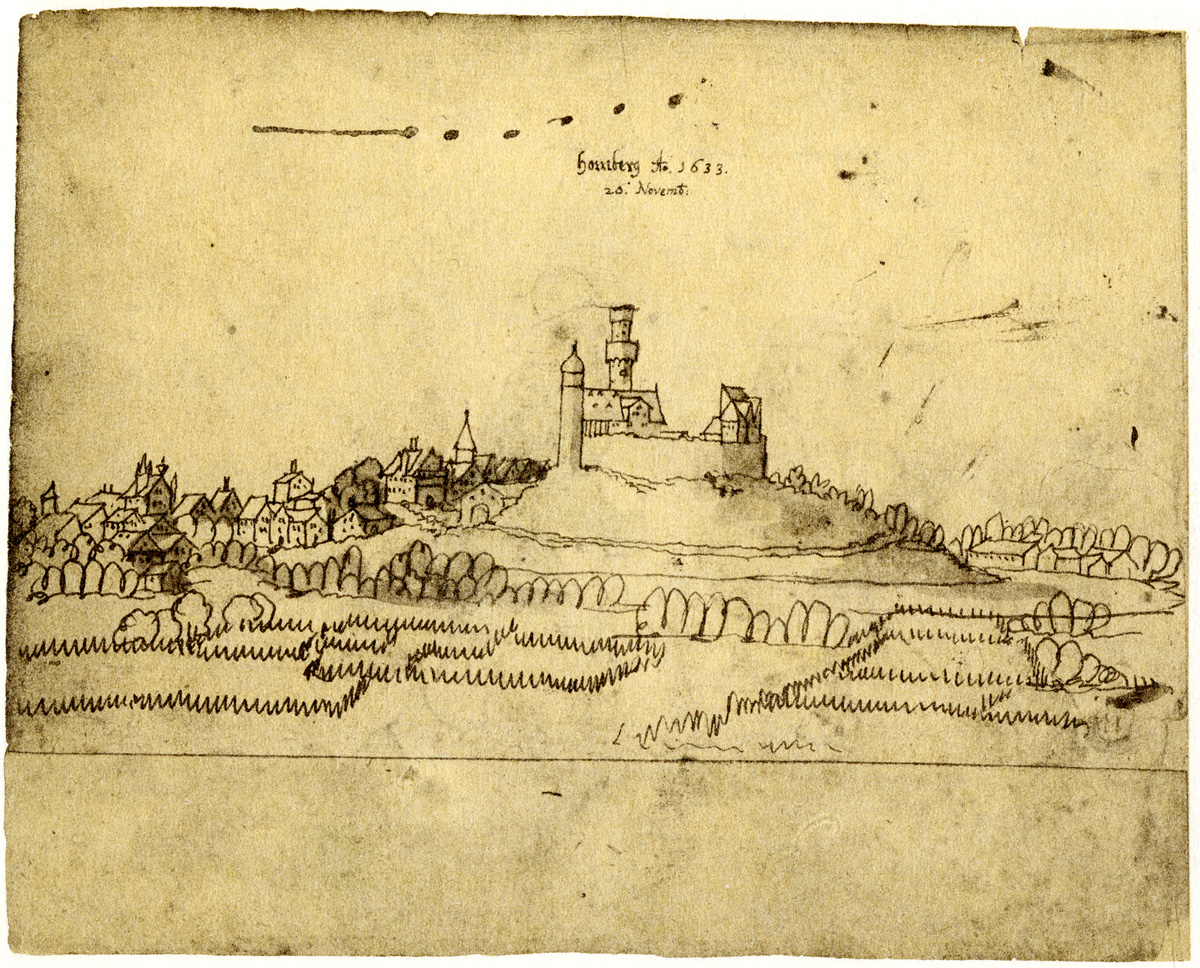
Valentin Wagner: Ansicht Homburgs von Norden 1633

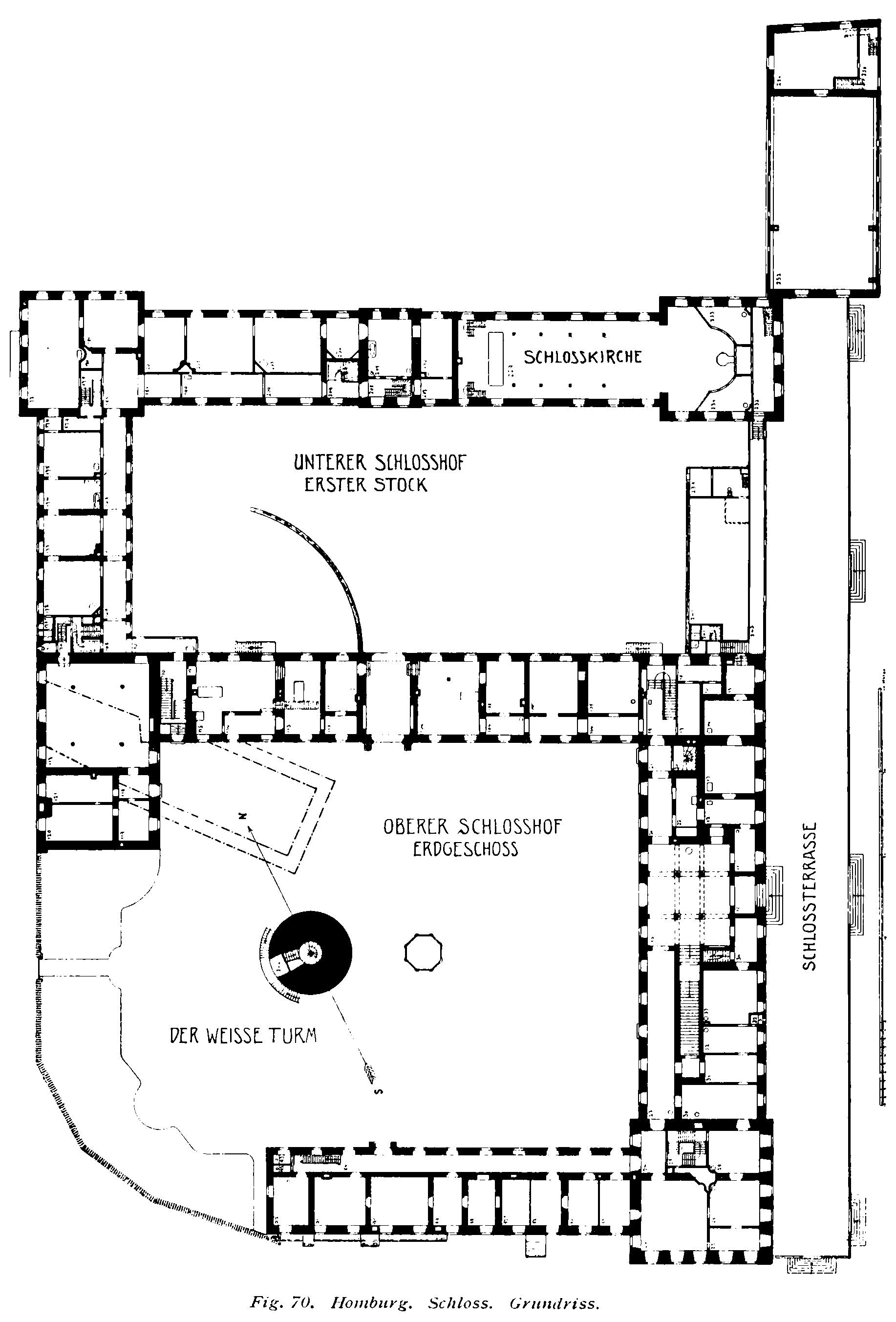
Heutiger Grundriss

### Burgbau um 1180
Das erste Bauwerk auf dem Bergrücken, auf dem sich das heutige Bad Homburger Schloss befindet, war ein hölzerner Turmbau, der anhand von 14C-Datierungen in die Zeit der Ersterwähnung von Ortwin von Hohenberch (auch: Wortwin von Hohenberch; als Schreibweise sind beide Fassungen überliefert) um 1180 eingeordnet werden kann. Dieses Bauwerk brannte nach kurzer Nutzungszeit ab oder wurde abgerissen und durch ein größeres Gebäude in Fachwerktechnik ersetzt. Es hatte rund 100 Jahre Bestand, bis es ebenfalls abbrannte.

### Steinerner Ausbau im 14. Jahrhundert
Seit dem 13. Jahrhundert wurde die Burg durch die Brendels und andere Rittergeschlechter als Dienstmannen der Herren von Eppstein verwaltet und bewohnt. In der zweiten Hälfte des 14. Jahrhunderts wurde die alte hölzerne Anlage durch eine in Stein erbaute Burg ersetzt. Aus dieser Zeit stammt der runde Bergfried, der heutige „Weiße Turm“. Am Anfang des 16. Jahrhunderts gelangte die Burg in den Besitz der Landgrafen von Hessen, die hier aber zunächst baulich wenig aktiv wurden. Bis nach dem Dreißigjährigen Krieg behielt die Burg im Wesentlichen ihre mittelalterliche Struktur und Aussehen. Die Ringmauer begrenzte ein Areal, das heute durch den oberen Hof markiert wird. Ihm war ein trockener Graben vorgelagert, und an Stelle des heutigen unteren Hofes erstreckte sich eine Vorburg und Burgmannensiedlung mit einer Kirche.

### Schlossbau ab 1680

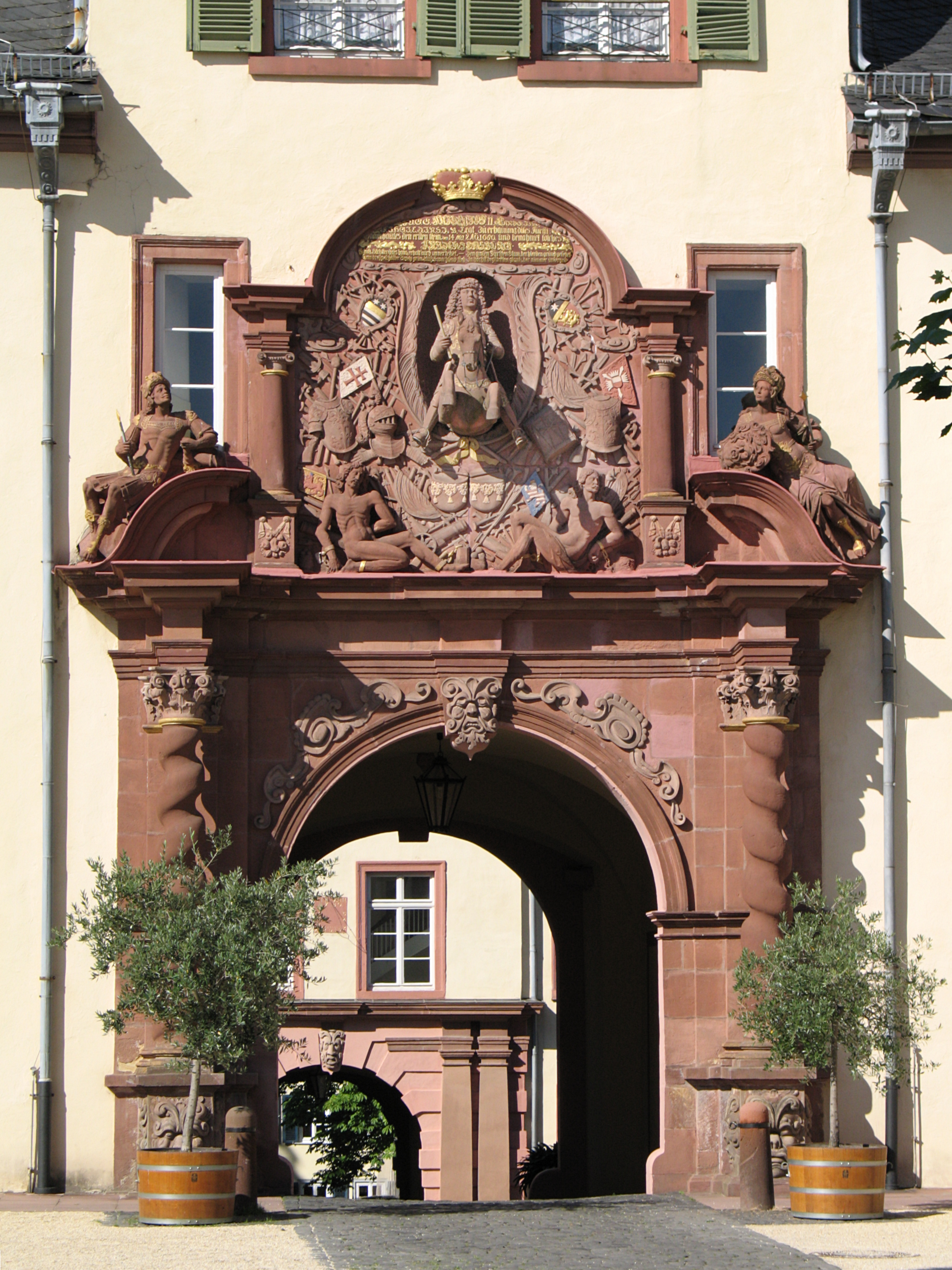
Oberes Tor (um 1683) mit Reiterstatue Friedrichs II.

Wahrscheinlich plante Landgraf Friedrich II. seit 1677 den Umbau der alten Burg zu einem zeitgemäßen Schloss und die Anlage eines anschließenden barocken Gartens auf der Ostseite. Die Wasserkunst im Garten wird ab 1678 in den Quellen genannt. Am 14. Mai 1680 wurde der Grundstein für den Umbau zum Schloss gelegt. Die Entwürfe stammten von Paul Andrich und sahen die Neugestaltung des bisherigen Burghofes und die Anlage eines zweiten, vorgelagerten Hofes auf der Eingangsseite vor. Bis 1685 waren die Arbeiten weitgehend abgeschlossen und Landgraf und Landgräfin konnten ihre neuen Wohnräume an der Nordostecke des oberen Hofes beziehen. Von dort hatten sie einen direkten Blick auf den neu angelegten geometrischen Garten. Der obere Hof wurde allerdings nur teilweise mit einer Randbebauungen versehen.
Wegen Geldmangels wurde dem Schloss im 18. Jahrhundert wenig bauliche Sorgfalt zuteil. Gigantische Umbaupläne, etwa von Louis Remy de la Fosse, blieben unausgeführt. Einzig die Einrichtung des so genannten „Spiegelkabinetts“ – ein Hochzeitsgeschenk der Homburger Schreinerzunft anlässlich der Vermählung des Landgrafen Friedrich III. mit Christiane Charlotte von Nassau-Ottweiler im Jahre 1728 – sei an dieser Stelle erwähnt.

### Umbau unter Friedrich VI.

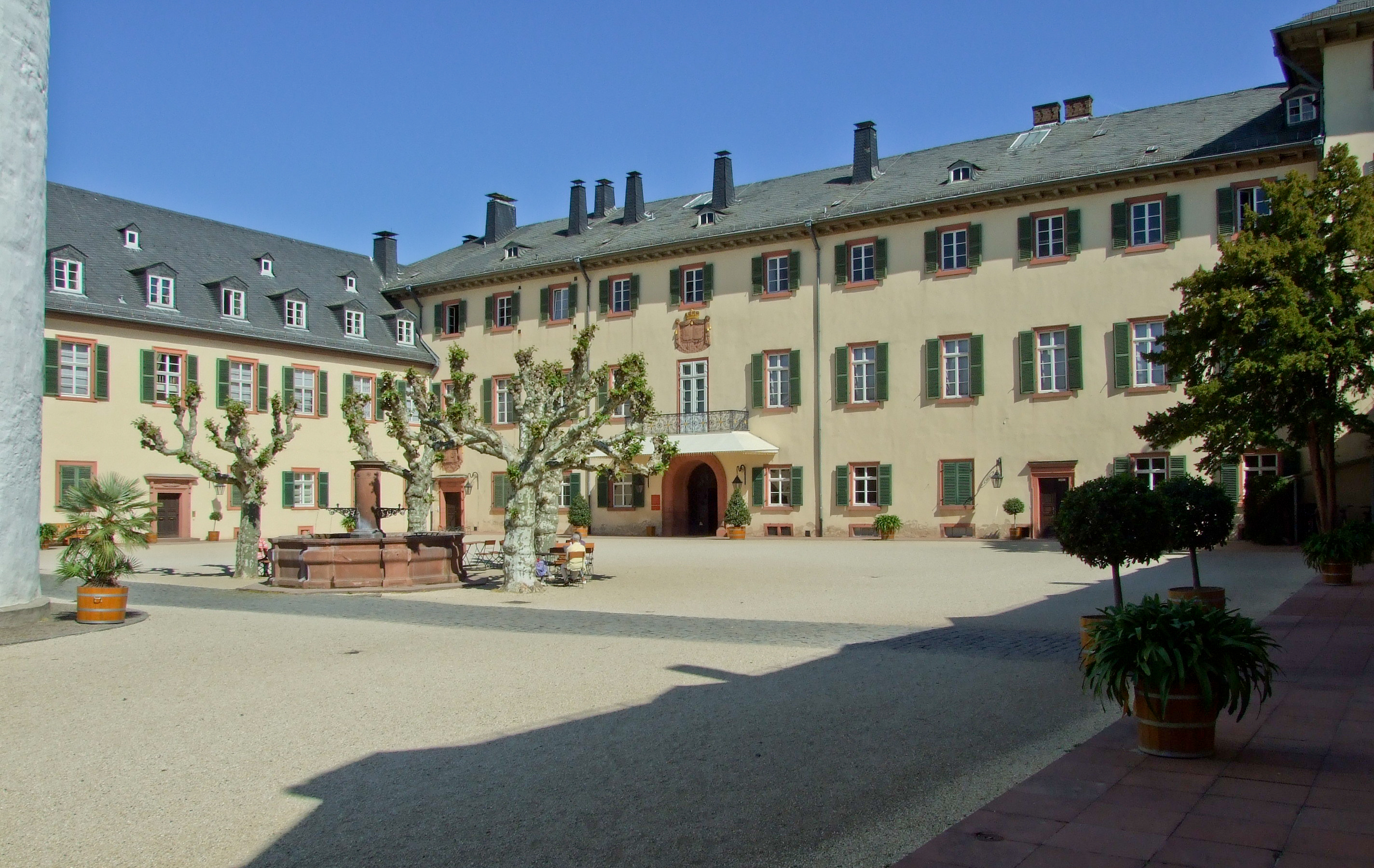
Innenhof des Schlosses

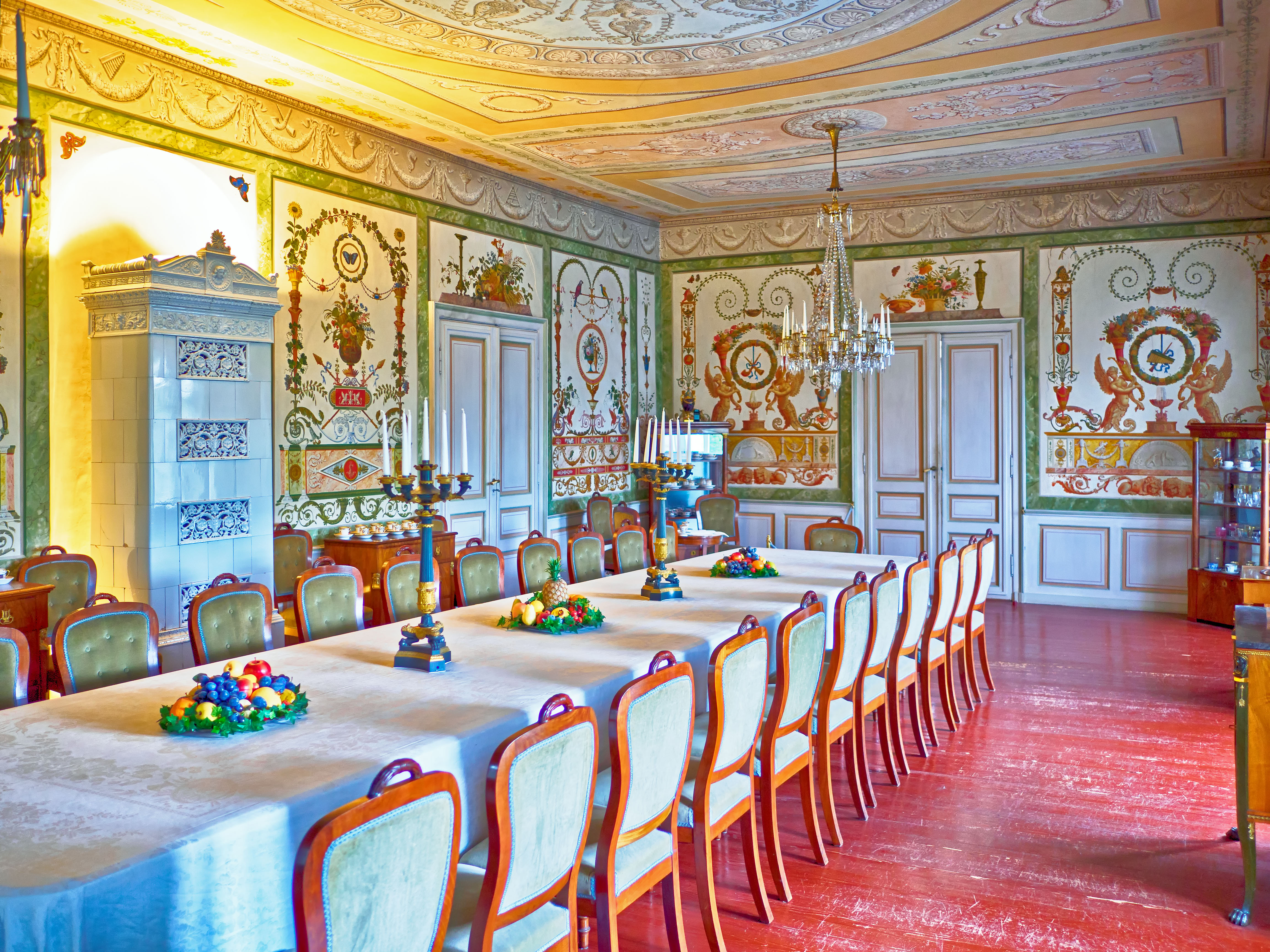
Englischer Flügel – Speisesaal

1818 heiratete Erbprinz Friedrich, der nachmalige Landgraf Friedrich VI. die Prinzessin Elisabeth von Großbritannien und Irland. Die „englische Landgräfin“ brachte eine stattliche Mitgift in die Ehe ein. Schon bald nach Friedrichs Regierungsantritt (1820) ging man an den Umbau des Schlosses. Unter der Bauleitung von Georg Moller wurde in rund 20 Jahren das Schloss zu einem standesgemäßen Wohnsitz im Stil des deutschen Klassizismus ausgebaut. In fast reinem Spätklassizismus präsentiert sich das Ensemble des „Englischen Flügels“ in dem Elisabeth und Friedrich VI. wohnen wollten. Gegen 1820 hatte sich das Paar im Uhrturmflügel eingerichtet. Der Tod des Landgrafen 1829 hätte dieser Absicht eigentlich ein Ende setzen müssen. Trotzdem wurde das Vorhaben zu Ende geführt und Elisabeth richtete sich ein „Wohnappartement“ ein. Von besonderer Ausdruckskraft ist der Speisesaal mit Wandmalereien im „pompeijanischen Stil“. Auch moderne Hygiene hielt mit einem Wasserklosett (absolut neuzeit-ökologisch mit Regenwasserzisterne) Einzug. Die als englische Prinzessin geborene Elizabeth lebte hier bis zu ihrem Tod 1840. Ihre Wohneinrichtung vermittelt einen Eindruck von Elizabeths vielen künstlerischen Interessen sowie dem aristokratischen Leben im 19. Jahrhundert. Dieser Flügel des Schlosses war seit 1965 wegen Baufälligkeit geschlossen, wurde aber 1995 anlässlich des 225. Geburtstags der „englischen Landgräfin“ wieder der Öffentlichkeit zugänglich gemacht.

### Kaiserliche Sommerresidenz

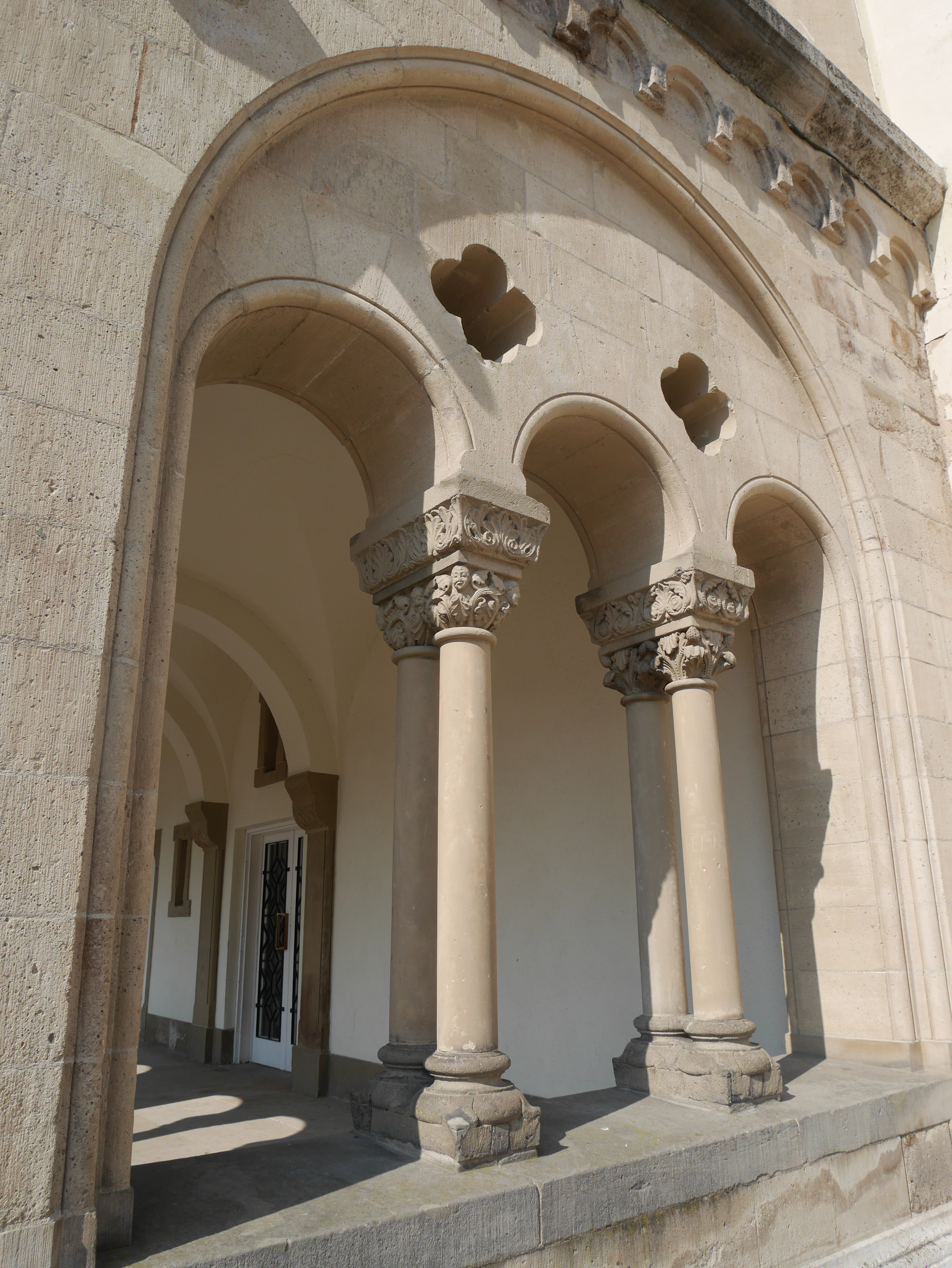
Neoromanische Halle

Der letzte Homburger Landgraf, Ferdinand, starb kinderlos am 24. März 1866; die Landgrafschaft Hessen-Homburg kam per Erbvertrag an das Großherzogtum Hessen.
Großherzog Ludwig III. stand im Deutschen Krieg auf der Seite der Verlierer und musste danach Hessen-Homburg an den Sieger Preußen abtreten.
Kaiser Wilhelm I. hielt sich einige Male hier auf, ebenso sein Sohn und kurzzeitiger Nachfolger Friedrich III. mit Gattin Victoria. Sein Enkel Wilhelm II. hatte eine besondere Vorliebe für das Homburger Schloss; er und seine Familie nutzten es gern als Sommerresidenz. Zahlreiche Umbaumaßnahmen und Neugestaltungen unter Wahrung der historischen Bausubstanz wurden durch den kaiserlichen Hofarchitekten Louis Jacobi vorgenommen: Einbau von Bädern und Wasserklosetts, Verlegung elektrischer Leitungen, Telefonzimmer und Zusammenlegung mehrerer Räume. 1901 wurde die so genannte „Romanische Halle“ an den Bibliotheksflügel angebaut, für deren Terrassenunterbau sechs Doppelkapitelle aus der säkularisierten Abtei Brauweiler dienten.

### Heutige Nutzung
Nach dem Ende der Monarchie im Jahre 1918 kam das Schloss 1927 unter die Verwaltung der Verwaltung der Staatlichen Schlösser und Gärten des Staates Preußen, ihre Rechtsnachfolgerin, die Verwaltung der Staatlichen Schlösser und Gärten Hessen hat in dem Schloss seit 1951 ihren Verwaltungssitz. Als Museumsschloss sind die historischen Innenräume im Rahmen von Führungen zu besichtigen.
Wegen gravierender statischer Probleme musste der Königsflügel, der Trakt mit der Wohnung der letzten deutschen Kaiserfamilie, im Februar 2011 geschlossen werden, um grundlegende Sanierungsarbeiten durchführen zu können. Im Mai 2017 konnten einige der Räume nach der Behebung der statischen Schäden besichtigt werden. Dabei wurden Fortschritte bei der Renovierung von Gemälden und Möbeln aufgezeigt, deren Kosten zum Teil durch Sponsoren übernommen wurden. Seit dem 1. September 2021 kann der Königsflügel wieder besichtigt werden. Rund zehn Millionen Euro hat das Land Hessen für die Renovierung des Schlosses bereitgestellt, für die Restaurierung des Inneren weitere 1,1 Millionen Euro. Während der Restauration nutzte die Schlösserverwaltung die Gelegenheit, um die Ausstattung aufzuarbeiten und neu zu arrangieren. Als Vorbild nahm man sich das Ende der Monarchie, denn das Schloss hat die Besonderheit, dass das deutsche Kaiserpaar hier seine letzte Residenz hatte, bevor der Kaiser abdankte und ins Exil ging. Wie die Räume von Kaiser und Kaiserin damals aussahen, wurde anhand historischer Inventarlisten und anderer Quellen rekonstruiert. Das Mobiliar wurde um Originale ergänzt, die bisher in anderen Schlössern, in Büros der Verwaltung der Schlösser und Gärten oder auch im Haus Doorn standen.

## Bedeutende Elemente der Schlossanlage

### Schlosskirche

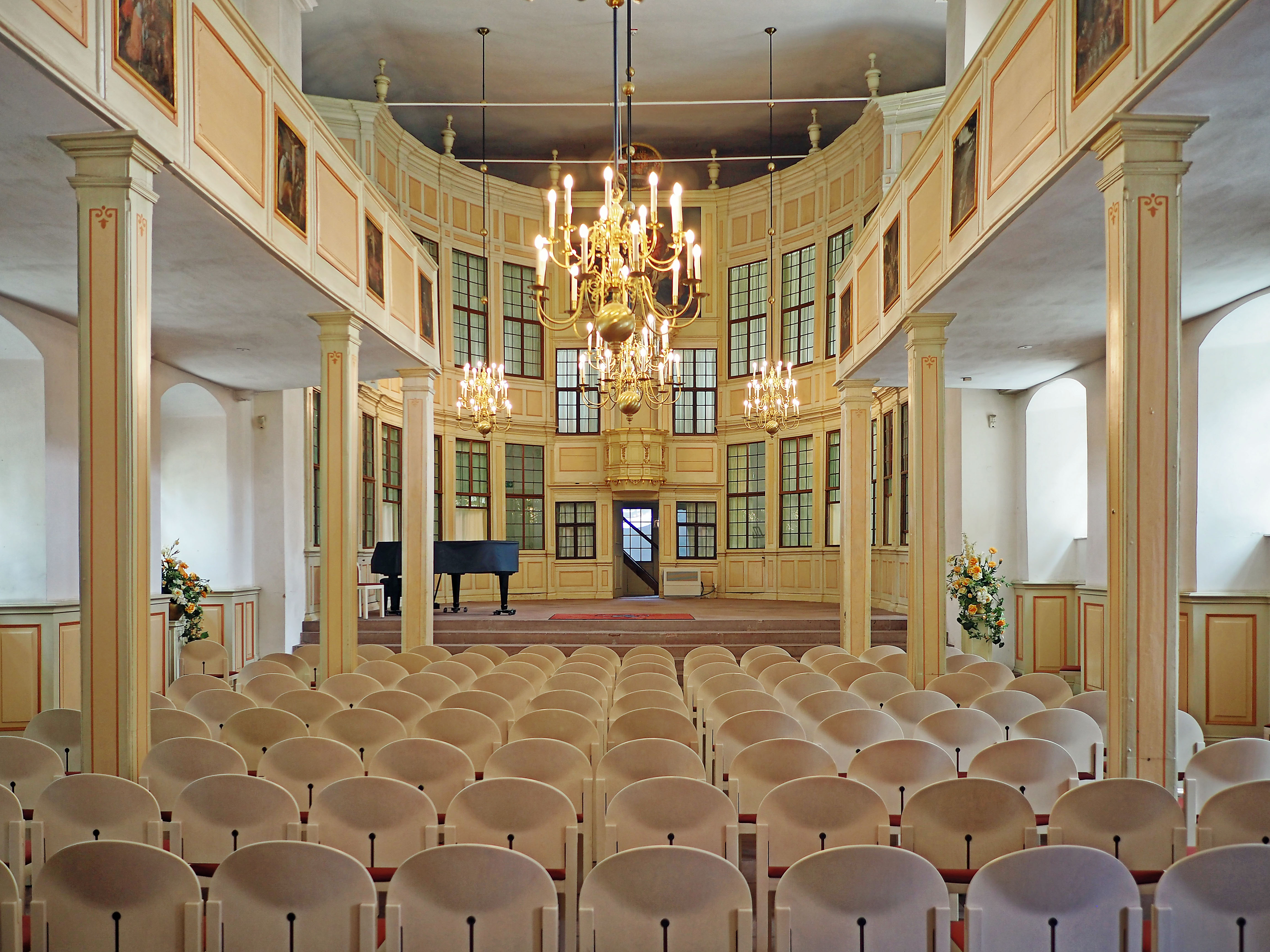
Schlosskirche

Die Schlosskirche ist in einen Flügel des Schlosses integriert und als Hallenkirche gebaut. Nach ihrer Einweihung im Jahre 1697 war die Schlosskirche bis zu Beginn des 20. Jahrhunderts zugleich die evangelisch-lutherische Stadtkirche. Mit dem Bau der Erlöserkirche im Jahre 1908 wurde die Schlosskirche entwidmet, geriet in Vergessenheit und verfiel. Erst 1982 formierte sich eine Bürgerinitiative, die die Wiederherstellung der Kirche vorantrieb.
Im Kircheninneren dominieren die zweigeschossigen Emporen, die mit biblischen Motiven geschmückt sind. Über dem Chorraum stellt ein Gemälde von Carl Joseph Begas (1794–1854) Jesus Christus dar, der den Untergang Jerusalems prophezeit.

#### Gruft

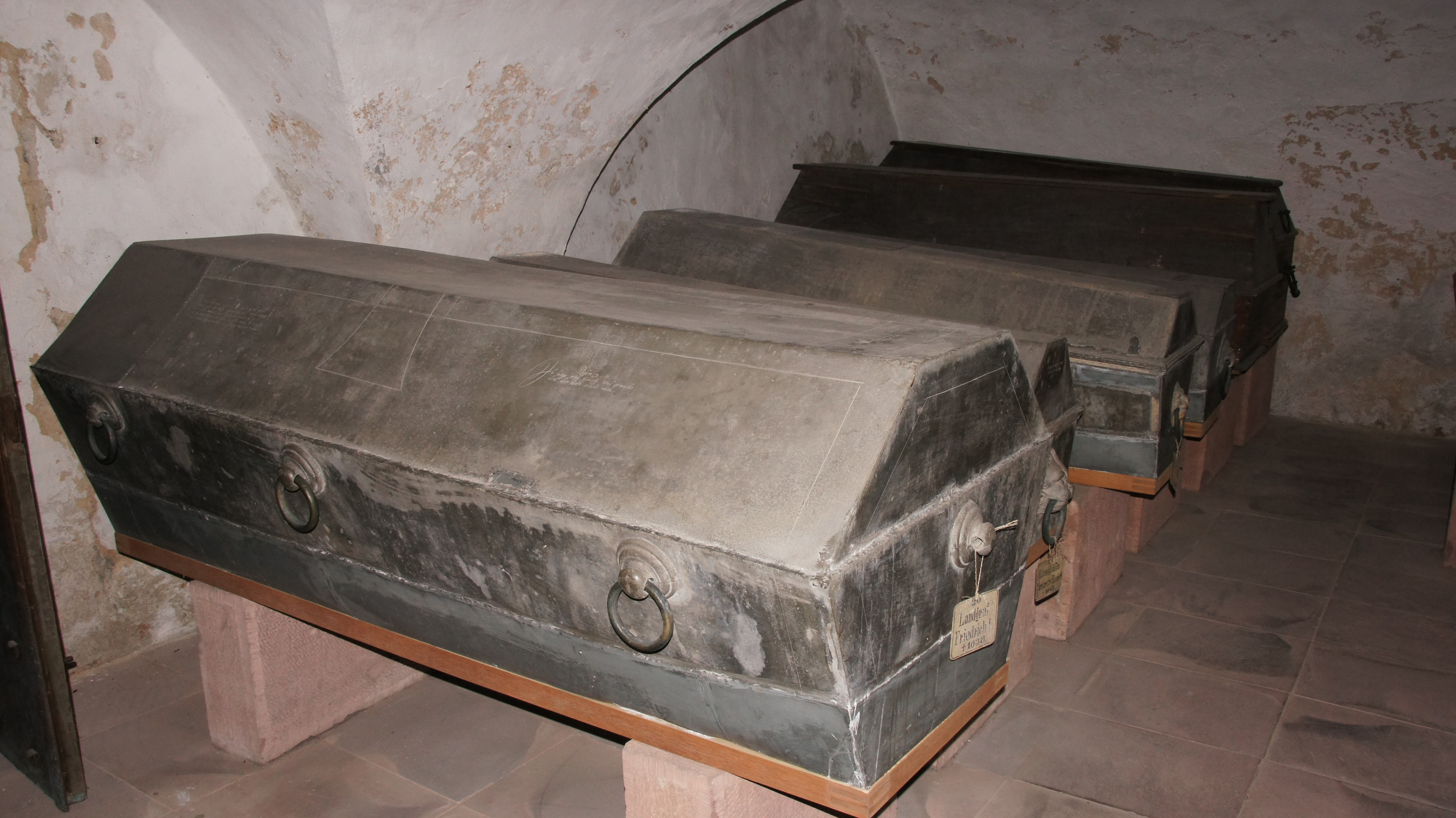
Gruft, Sarg von Landgraf Friedrich I.

In den Gewölben der Schlosskirche unter dem Chorraum befindet sich die Familiengruft der Landgrafen. Mit der Beisetzung des letzten Hessen-Homburgischen Landgrafen Ferdinand füllte sich der letzte freie Platz der Grabkammer. Es befinden sich 77 Särge in der Gruft. Die Abdeckung des Grufteinganges ist eine Bronzeplatte, die von dem Künstler Horst Hoheisel geschaffen wurde. Auf dieser Platte befindet sich der Beginn des Gedichtes Patmos von Friedrich Hölderlin aus dem Jahre 1803.

#### Historische Bürgy-Orgel

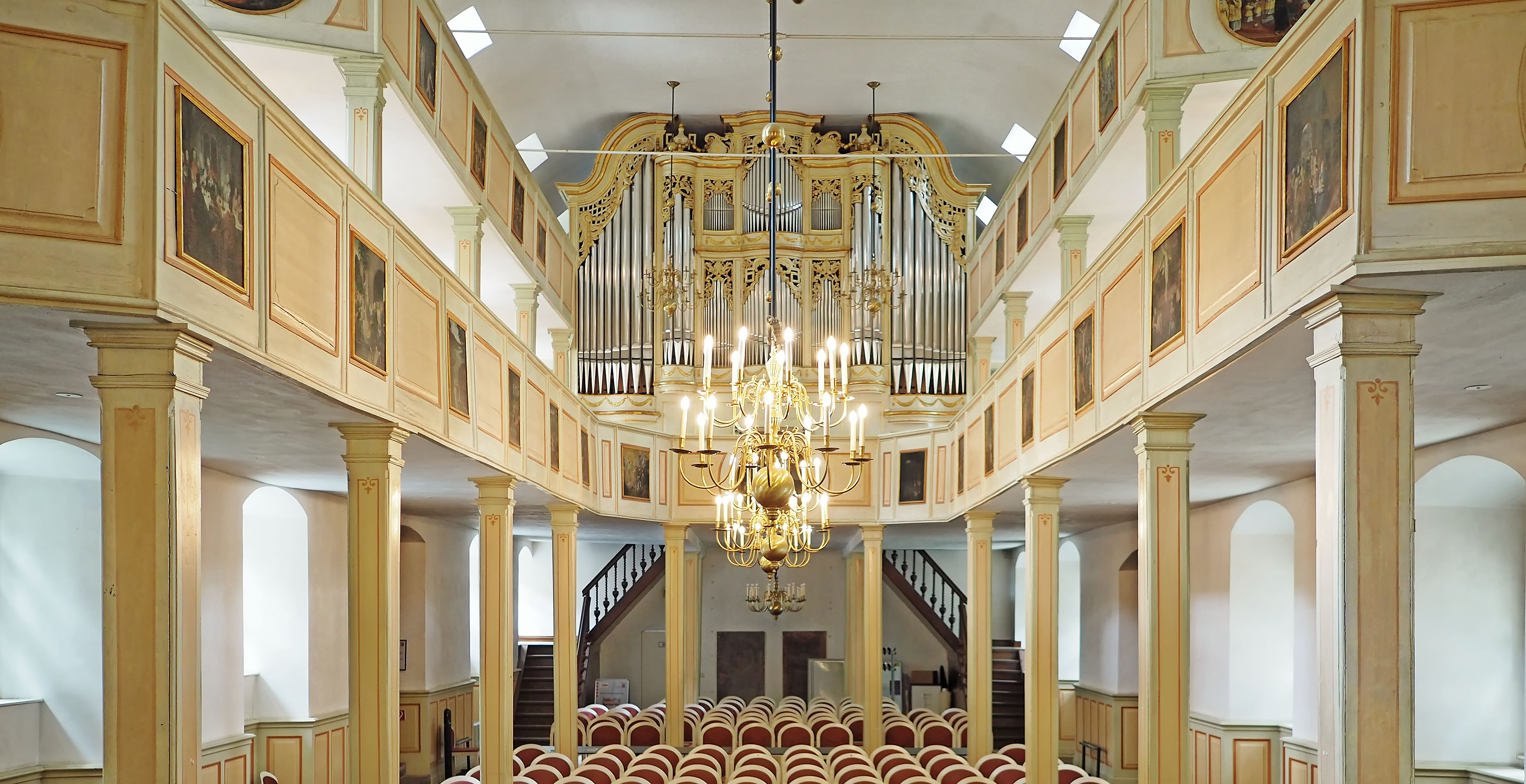
Schlosskirche mit Orgel

Im Zuge der Sanierung wurde auch die Orgel rekonstruiert, die im Jahre 1787 von dem Orgelbauer Johann Conrad Bürgy (Homburg) erbaut worden war, und von der nur noch der Prospekt erhalten war. Sie dient heute als eines der Instrumente des internationalen Orgel-Festivals „Fugato“ in Bad Homburg. Das Instrument wurde originalgetreu wiederhergestellt, einschließlich der historischen Windanlage, deren sechs Keil-Blasebälge durch Kalkanten bedient werden. Das rein mechanische Schleifladen-Instrument hat 38 Register auf drei Manualen und Pedal. Bemerkenswert ist das Echowerk, dessen Windladen und Pfeifen im unteren Teil des Orgelgehäuses untergebracht sind.
| I Echo C–e3 |                   |       |
| 1.          | Bourdon           | 8′    |
| 2.          | Flaute            | 4′    |
| 3.          | Salicional B/D    | 2′/4′ |
| 4.          | Quint             | 3′    |
| 5.          | Octav             | 2′    |
| 6.          | Basson/Vox humana | 8′    |
|             | Tremulant         |       |

| II Hauptwerk C–e3 |                |        |
| 7.                | Groß Bourdon   | 16′    |
| 8.                | Principal      | 8′     |
| 9.                | Klein Bourdon  | 8′     |
| 10.               | Viola di Gamba | 8′     |
| 11.               | Salicional     | 8′     |
| 12.               | Octav          | 4′     |
| 13.               | Flaute minor   | 4′     |
| 14.               | Quinta         | 3′     |
| 15.               | Superoctav     | 2′     |
| 16.               | Hohlflaut      | 2′     |
| 17.               | Spielflaut     | 1 3⁄5′ |
| 18.               | Cimpal II      | 1′     |
| 19.               | Cornet VI D    | 8′     |
| 20.               | Mixtur VI      | 1′     |
| 21.               | Trompete       | 8′     |

| III Oberwerk C–e3 |                 |    |
| 22.               | Flaut major     | 8′ |
| 23.               | Flaut travers D | 8′ |
| 24.               | Principal       | 4′ |
| 25.               | Hohlflaut       | 4′ |
| 26.               | Quint           | 3′ |
| 27.               | Octav           | 2′ |
| 28.               | Spitzflöt       | 2′ |
| 29.               | Mixtur III      | 1′ |
| 30.               | Krummhorn       | 8′ |
| 31.               | Vox humana      | 8′ |
|                   | Tremulant       |    |

| Pedal C–c1 |               |     |
| 32.        | Principal     | 16′ |
| 33.        | Sub Bass      | 16′ |
| 34.        | Octav Bass    | 8′  |
| 35.        | Quinta        | 6′  |
| 36.        | Superoctav    | 4′  |
| 37.        | Mixtur IV     | 2′  |
| 38.        | Posaunen Bass | 16′ |

- Koppeln: Manual-Schiebekoppel III/I, Pedalkoppel Hauptwerk

### Marstall
Von 1679 bis 1686 erbaut diente der in westliche Richtung vorgeschobene Flügelbau ursprünglich als Ballhaus. Im 19. Jh. wurde das Gebäude als Marstall umgenutzt, um den gewachsenen Fuhrpark mit Pferden und Kutschen der Landgrafen (und später auch der preußischen Könige) besser zu beherbergen. Auch die Stallbediensteten bewohnten zeitweise einen Teil des Marstalls. Das Gebäude schließt in rechtem Winkel westlich an die Schlosskirche an. Heute begrenzt es den unteren Schlossparkplatz in südliche Richtung. Der Bau wird hauptsächlich von der Verwaltung als Abstellfläche genutzt.

### Barocke Torportale

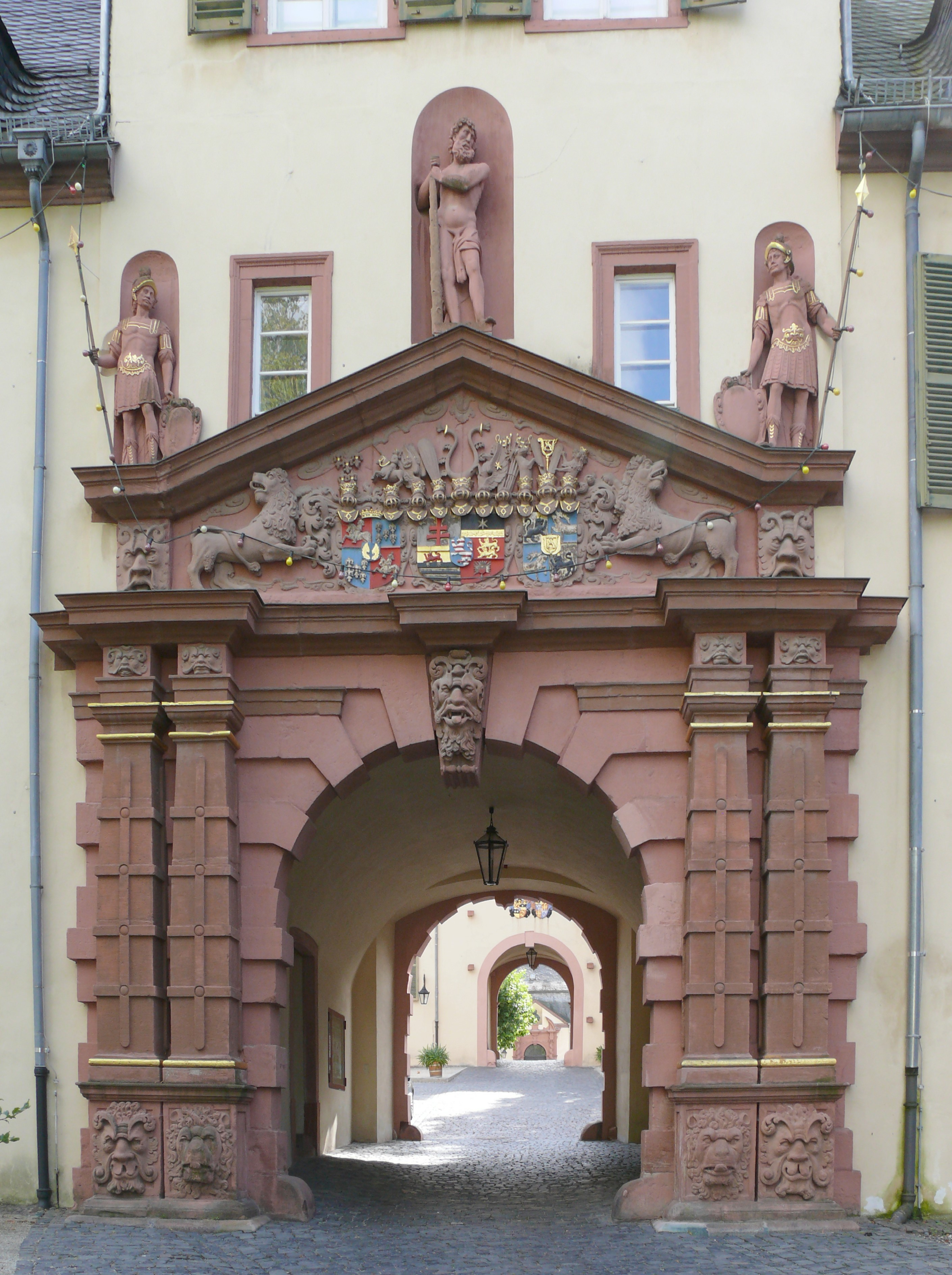
Unteres Tor mit Architrav

In dem eher nüchternen, so gar nicht in die Barockzeit passenden Bau bilden zwei Portale eine Ausnahme. Beim unteren Torportal tragen zwei Pfeiler ein Architrav, versehen mit den Wappen Friedrichs II. und seiner beiden Gattinnen Gräfin Margarethe Brahe und Louise Elisabeth von Kurland. Zwei römische Krieger flankieren die Torwache und darüber steht die Statue eines Herkules bedeckt mit einem Löwenfell. Beim oberen Tor stehen über den Säulen rechts und links die Figuren des Mars und der Minerva und dann „ein wahrhaft barocker Gedanke“, wie der Kunsthistoriker Fried Lübbecke urteilt – aus einer Nische sprengt auf seinem Pferd in voller Rüstung der Landgraf, von Kriegsemblemen umgeben, heraus, unter ihm zwei nackte Gefangene. Es handelt sich um eine Arbeit von Zacharias Juncker d. J.

### Schlosspark

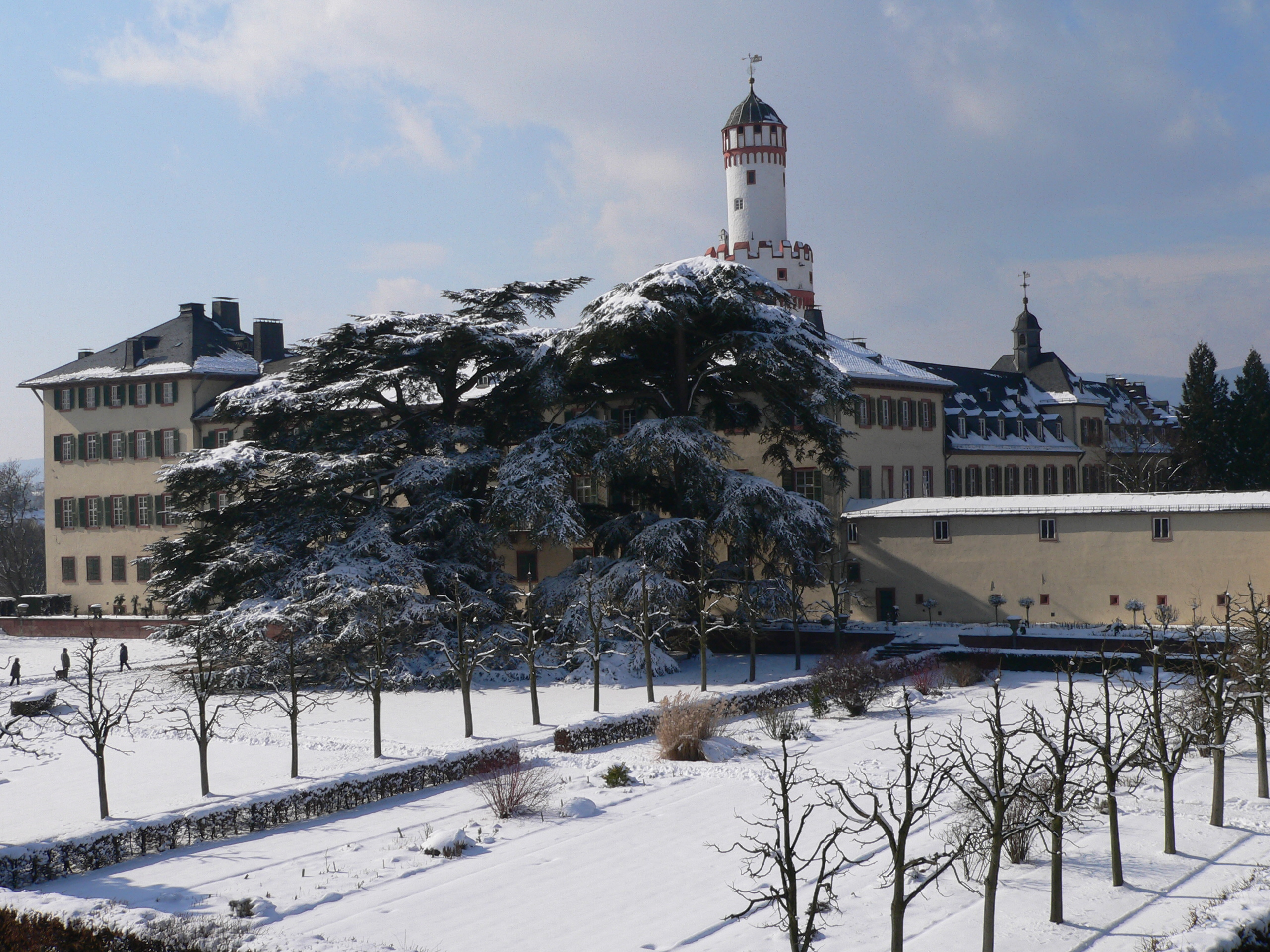
Ostteil des Schlossparks mit Libanon-Zeder

Der erste Garten wird 1441 im Zusammenhang mit der Burg erwähnt. Im 17. Jahrhundert wurde zeitgleich mit dem Umbau des Schlosses ab 1679 ein regelmäßiger Garten angelegt. Der Hofgärtner Johann Adam Wittmann gestaltete den Garten ab 1770 in einen Landschaftspark nach englischem Vorbild um. Im 19. Jahrhundert wurde der Garten mit exotischen Gehölzen bepflanzt und die Wegeführung vereinfacht. Aus dieser Zeit stammen auch die berühmten Libanonzedern, die Landgräfin Elisabeth um 1820 aus den englischen Kew Gardens bezogen hatte. Ab 1866 verwaltete die preußische Hofgartendirektion den Garten und ließ ab 1870 auch wieder regelmäßige Pflanzungen (Teppichbeete) anlegen.